# Jana Sorgers-Rau
Jana Sorgers-Rau, nemška veslačica, * 4. avgust 1967, Neubrandenburg.
Sorgersova je v svoji karieri veslala za klub SG Dynamo Potsdam/ Sportvereinigung (SV) Dynamo. 
Nastopala je tako za Nemško demokratično republikokot za združeno Nemčijo. Za NDR je osvojila zlato olimpijsko medaljo na Poletnih olimpijskih igrah 1988 v Seulu, za združeno Nemčijo pa na Poletnih olimpijskih igrah 1996 v Atlanti, obakrat kot članica četverca s krmarjem.
Za NDR je osvojila tudi štiri zlate medalje na Svetovnih prvenstvih, še tri zlate medalje pa je osvojila za združeno Nemčijo. 
Zaradi svojih uspehov je leta 1997 prejela najvišje veslaško priznanje, Medaljo Thomasa Kellerja

.